# Ornithogalum adseptentrionesvergentulum
Ornithogalum adseptentrionesvergentulum — вид квіткових рослин роду рястка (Ornithogalum) родини холодкові (Asparagaceae). Ornithogalum adseptentrionesvergentulum є одним з найменших цибулькових рослин в світі (до 3 см заввишки), і має найдовшу біномінальну назву серед рослин.

## Поширення
Вид є ендеміком Південно-Африканської Республіки. Зустрічається у Західній Капській провінції на північ від міста Лайнгсбург в західній частині пустелі Великий Кару.

## Опис
Суцвіття складається з безлічі дрібних жовто-кремових квиток, що розкриваються послідовно.

## Екологія
Рослина росте у спекотній пустелі, де нечисленні опади (до 150 мм у рік) відзначені лише у зимовий період. Вегетація Ornithogalum adseptentrionesvergentulum проходить у зимовий, вологіший період, влітку рослина впадає у сплячку. Цибулина може знаходитись у ґрунті у стані спокою кілька років, поки не настане сприятлива для проростання погода.
Для економії вологи населяє південні схили пагорбів, що вкриті сірим сланцем. Тінь від пагорбів захищає рослину від прямого сонячного проміння та зберігає вологу у ґрунті.